# Young Concert Artists
Young Concert Artists ist eine in New York ansässige Non-Profit-Organisation, die sich der Entdeckung talentierter junger klassischer Musiker aus aller Welt und der Förderung ihrer Karrieren widmet. Sie wurde 1961 von Susan Wadsworth gegründet, die bis 2019 auch die Leitung der Organisation innehatte. Neuer Direktor ist seit dem 1. Juli 2019 der Komponist Daniel Kellogg.

## Wettbewerb „International Auditions“
Der Wettbewerb Young Concert Artists International Audition ermöglicht es Künstlern aus aller Welt, sich als Einzelperson oder in einer Kammermusikgruppe wie einem Streichquartett zu messen. Die Teilnehmer konkurrieren jedoch nicht gegeneinander wie in anderen Wettbewerben, sondern „gegen einen Qualitätsstandard“. Es gibt keine ersten, zweiten oder dritten Preise, nur Gewinner, pro Kategorie möglicherweise mehrere (oder keine). Da ihre Anzahl nicht begrenzt ist, variiert sie von Jahr zu Jahr.
Gewinner des Wettbewerbs erhalten einen Geldpreis und werden in Konzerten in der Carnegie Hall in New York, im Kennedy Center in Washington, D.C. und im Isabella Stewart Gardner Museum in Boston vorgestellt, den „Young Concert Artist Series“. Gewinner erhalten außerdem einen künstlerischen Manager, der sie durch die Buchung von Konzerten in den USA oder sonst wo in der Welt sowie durch die Bereitstellung von Werbematerial, durch Werbung und Karriereentwicklung fördert. Viele Künstler in der Geschichte des Wettbewerbs haben auch ihre Debütaufnahmen mit Hilfe von Young Concert Artists gemacht.
Auf Initiative des US-amerikanischen Pianisten und in Leipzig als Professor für Klavier lehrenden Joel Shapiro führte Young Concert Artists 1994 die European Auditions ein, die üblicherweise jährlich in Leipzig an der Hochschule für Musik und Theater „Felix Mendelssohn Bartholdy“, eine Zeitlang auf Anregung des französischen Pianisten Marc Laforet alternierend auch in Paris, stattfinden. Sie sollen Musikern namentlich aus osteuropäischen Ländern den Zugang zu den International Auditions in New York ermöglichen, die dazu sonst möglicherweise keine Gelegenheit hätten. Die Gewinner werden auf Kosten von Young Concert Artists zu den Semifinals der International Auditions in New York eingeladen. Wenn sie dort ebenfalls gewinnen, werden sie in den Management Roster von Young Concert Artists aufgenommen und damit in ihrer Karriere unterstützt.
Bekannte Gewinner der European Auditions waren bisher die Pianisten Julius Asal (Deutschland), Benjamin Moser (Deutschland), Martin Kasík (Tschechische Republik) und Guillaume Vincent (Frankreich), die Violinistin Sophia Jaffé (Deutschland), die Cellisten Konstantin Manaev (Deutschland/Russland) und Yūki Itō (Japan), die Sopranistin Carolina Ullrich (Deutschland), der Bassist Paul Reeves (Großbritannien) und das Quatuor Hermès (Frankreich).
Der langjährige Ehrenschirmherr des Usedumer Musikfestivals Kurt Masur (1927–2015) führte 1995 eine Konzertreihe am Festival mit Preisträgern der Young Concert Artists International Auditions ein.
Young Concert Artists versucht mit dem 1998 eingeführten YCA Composer-in-Residence Program, auch die talentiertesten neuen Komponisten durch eine Auswahl zu entdecken, die alle zwei Jahre stattfindet. Während eines zweijährigen Aufenthalts arbeitet der Composer in Residence eng mit Künstlern des YCA-Rosters zusammen mit dem Ziel, zwei neue Kompositionen in YCA-Debütkonzerten zum Leben zu erwecken. Zudem übernimmt der Composer in Residence die Mentorschaft eines YCA-Alumni. Das Programm hat bisher elf Komponisten herausgebracht, darunter Kevin Puts und Andrew Norman.

## Liste der Gewinner der „International Auditions“ (Auswahl)
Pianisten:
- Emanuel Ax
- Boris Bloch
- Lise de la Salle
- Rémi Geniet
- Richard Goode
- Martin James Bartlett
- Freddy Kempf
- Dasol Kim
- Ruth Laredo
- George Li
- Anne-Marie McDermott
- Benjamin Moser
- Olli Mustonen
- Jean-Frédéric Neuburger
- Ursula Oppens
- Murray Perahia
- Fazıl Say
- Joel Shapiro
- Jean-Yves Thibaudet

Geiger:
- Shmuel Ashkenasi
- Olivier Charlier
- Ray Chen
- Eugene Drucker
- Christiane Edinger
- Viviane Hagner
- Mayuko Kamio
- Jean-Jacques Kantorow
- Ida Kavafian
- Benny Kim
- Anne Akiko Meyers
- Alexey Semenenko
- Pinchas Zukerman
- Paul Zukofsky

Bratschisten:
- Nobuko Imai
- Nokuthula Ngwenyama
- Antoine Tamestit

Cellisten:
- Carter Brey
- Alban Gerhardt
- Kō Iwasaki
- Edgar Moreau
- Peter Rejto
- Fred Sherry

Flötisten:
- Paula Robison
- Gary Schocker
- Mimi Stillman

Sopranistinnen:
- Mary Beth Peil
- Jeanine De Bique
- Carolina Ullrich
- Dawn Upshaw

Komponisten:
- Andrew Norman
- Kevin Puts

Streichquartette:
- Quatuor Hermès
- Tokyo String Quartet

sowie:
- Catrin Finch (Harfenistin)
- Raphaël Sévère (Klarinettist)
- Douglas Boyd (Oboist)
- Gerard Schwarz (Trompeter)
- Samuel Hasselhorn (Bariton)
- Max Neuhaus (Perkussionist)

## Sonstiges
Der Dirigent James Levine wurde von Young Concert Artists mit dem Lotus Award („zur Inspiration für junge Musiker“) ausgezeichnet.